# 九州ルーテル学院大学
九州ルーテル学院大学（きゅうしゅうルーテルがくいんだいがく、英語: Kyushu Lutheran College、公用語表記: 九州ルーテル学院大学）は、熊本県熊本市中央区黒髪3-12-16に本部を置く日本の私立大学。1926年創立、1997年大学設置。大学の略称はルー大、KLC。
九州女学院短期大学（女子のみ）を改組転換して1997年に開学した。開学当初は男女共学の九州ルーテル学院大学が、女子校である九州女学院中学校・高等学校と同一敷地内にあったが、現在は中学校・高等学校とも男女共学のルーテル学院中学校・高等学校となっている。なお、東京のルーテル学院大学（旧・日本ルーテル神学大学）とは姉妹校の関係にある。

## 沿革
- 1926年4月 - 九州女学院開校 初代院長 マーサ・B・エカード
- 1943年4月 - 清水高等女学校に改称
- 1975年4月 - 九州女学院短期大学開学
- 1997年4月 - 九州ルーテル学院大学開学、人文学部設置
- 1998年3月 - 九州女学院短期大学の最終在学生卒業後、同短大を廃止
- 2006年4月 - 大学院人文学研究科、障害心理学専攻（修士課程）開設[1]

## 学部・学科
- 人文学部
  - 人文学科
    - こども専攻
      - 保育コース
      - 児童教育コース

    - キャリア・イングリッシュ専攻

  - 心理臨床学科
    - 心理学コース
    - 特別支援教育コース
    - 精神保健福祉学コース

## 大学院
- 人文学研究科
  - 障害心理学専攻（修士課程）

## 大学関係者一覧

### 教員
- マーサ・B・エカード - 宣教師、院長
- 岡本茂樹 - 元教授、教育学
- 杉田峰康 - 元教授、心理学
- 福田昇八 - 元教授、イギリス文学

### 出身者
- 竹財輝之助 - 俳優、モデル
- 加治屋成文 - ローカルタレント
- 塚原まきこ - ローカルタレント
- 渕上彩夏 - ローカルタレント
- 山下毬絵 - アナウンサー

## 対外関係

### 国際交流協定大学・機関[2]
- アメリカ合衆国
  - ホールデン・ヴィレッジ（英語版）（ワシントン州チャーラン）
  - ウィッテンバーグ大学（英語版）（オハイオ州スプリングフィールド）
  - キャピタル大学（英語版）（オハイオ州コロンバス）
  - グルーンウォルド・ギルド（ワシントン州レベンワース）
  - アシスタントティーチャー インターンプログラム（カリフォルニア州 L.A.）

- イギリス
  - カンブリア大学（英語版）（ランカスター）
  - バートン＆サウスダービシャーカレッジ（英語版）（スタッフォードシャー バートン オン トレント）

- オーストラリア
  - フリンダーズ大学（アデレード）

- 韓国
  - 平沢大学校（京畿道平沢市）
  - 仁徳大学校（英語版）（ソウル特別市）

- マレーシア
  - サンウェイ大学（英語版）（クアラルンプール）

- カンボジア
  - 日本福音ルーテル社団（コンポンチュナン州）

- インド
  - 日本福音ルーテル社団（マハラシュトラ州ジャムケッド）

- バングラデシュ
  - 国際エンゼル協会（コナバリ）